# Dianra-Village
Dianra-Village  è una città e sottoprefettura della Costa d'Avorio appartenente al dipartimento di Dianra. Conta una popolazione di 42 879 abitanti (censimento 2014).